# Acero (película)
Acero (título original: Steel) es una película de acción estadounidense dirigida por Steve Carver y protagonizada por Lee Majors y Jennifer O'Neill, en la cual Lee Majors también fue productor ejecutivo.

## Argumento
Lew Cassidy es un constructor de rascacielos. Un día hay un accidente en una de sus construcciones donde trabaja y por ello cae del edificio y muere mientras que la construcción queda por ello estancada por mucho tiempo. Más tarde su hija Cass asume su negocio y tiene que terminar el edificio ahora retrasado en tres semanas teniendo que construir 9 pisos en tres semanas para mantener satisfecho al banco que otorga los créditos para las construcciones. Con ese propósito decide contratar, bajo consejo del consejero de su padre y ahora su consejero Moran, al especialista de primera Mike Catton, que sabe cómo hacerlo de forma acelerada y que en el presente está conduciendo camiones.
Él acepta la oferta de trabajo y reúne el equipo necesario para ello. Sin embargo el hermano de Lew Cassidy, Eddie Cassidy, que es corrupto, quiere tomar las riendas de la empresa y hace por ello todo para sabotearlo para que el banco esté insatisfecho por el retraso y ponga a él en lugar de Cassie como líder de la empresa, mientras que Catton tiene problemas de miedo de altura a causa de un accidente en el pasado en una de sus construcciones en Vancouver, por lo que luego se convirtió en conductor de camiones. Sin embargo Catton está decidido a llevarlo a cabo para así volver otra vez al negocio y de esa manera empieza una carrera contrarreloj tenienedo como enemigo a Eddie sin poder tener ayuda de nadie más, ni siquiera de la policía, por la urgencia del trabajo y la necesidad de terminarlo sin ningún tipo de interrupciones.
Con todo tipo de trucos como trabajar por la noche, o transportar productos construidos por helicóptero, consiguen terminarlo a pesar de los esfuerzos de Eddie de sabotearlo. Por el camino también consigue supera su miedo a la altura con la ayuda de Moran, que también es su amigo. Una vez terminado, lo celebran destruyendo de forma legal el coche de Eddie, que, en sus esfuerzos de sabotear el trabajo, lo puso sin darse cuenta en un sitio prohibido sin sacarlo de allí a tiempo. Una vez hecho, todos celebran el trabajo realizado, en el que Cass Cassidy y Mike Catton también se han empezado a enamorarse, producto de haber pasado cada uno su infierno al respecto juntos. 

## Reparto
- Lee Majors - Mike Catton
- Jennifer O'Neill - Cass Cassidy
- Art Carney - "Pignose" Moran
- Harris Yulin - Eddie Cassidy
- George Kennedy - Lew "Big Lew" Cassidy
- R. G. Armstrong - Kellin
- Redmond Gleeson - Harry
- Terry Kiser - Valentino
- Richard Lynch - Dancer
- Ben Marley - El Niño
- Roger E. Mosley - Lionel

## Producción
La producción de la película ocurrió entre 1978 y 1979 y el rodaje fue hecho entre julio y septiembre de 1978 en Kentucky, Estados Unidos. Cabe también destacar que durante el rodaje murió el especialista de cine A.J. Bakunis al imitar la caída mortal de Lew Cassidy.